# Onzième circonscription de la préfecture de Fukuoka
La onzième circonscription de la préfecture de Fukuoka (福岡県第11区, Fukuoka-ken dai-jū-ikku) est l'une des onze circonscriptions législatives que compte la préfecture de Fukuoka au Japon.

## Description géographique
La onzième circonscription de la préfecture de Fukuoka regroupe les villes de Tagawa, Yukuhashi et Buzen ainsi que les districts de Tagawa, Miyako et Chikujō.

## Députés
| Législature | Début de mandat | Fin de mandat | Député élu             | Parti politique | Parti politique |
| ----------- | --------------- | ------------- | ---------------------- | --------------- | --------------- |
| 41e         | 1996            | 2000          | Kōzō Yamamoto (ja)     |                 | Shinshintō      |
| 42e         | 2000            | 2003          | Kōzō Yamamoto (ja)     |                 | SE              |
| 43e         | 2003            | 2005          | Ryōta Takeda           |                 | SE              |
| 44e         | 2005            | 2009          | Ryōta Takeda           |                 | SE              |
| 45e         | 2009            | 2012          | Ryōta Takeda           |                 | PLD             |
| 46e         | 2012            | 2014          | Ryōta Takeda           |                 | PLD             |
| 47e         | 2014            | 2017          | Ryōta Takeda           |                 | PLD             |
| 48e         | 2017            | 2021          | Ryōta Takeda           |                 | PLD             |
| 49e         | 2021            | 2024          | Ryōta Takeda           |                 | PLD             |
| 50e         | 2024            | -             | Tomonobu Murakami (ja) |                 | Ishin           |